# August Labitzky
August Labitzky (Petschau, Txèquia, 22 d'octubre, de 1832 - Bad Reichenhall, Baviera, Alemanya, 29 d'agost de 1903) fou un compositor i mestre de capella.
Era fill del també compositor i director d'orquestra Joseph Labitzky (1802-1858), del que en succeí en la direcció de l'orquestra de ball i més tard de l'orquestra de Karlovy Vary.
Malgrat que Labitzky no fou tant prolífic com el seu pare, la seva Ouverture Characteristique ha estat enregistrada en diverses ocasions. Aquesta obra fou composta l'any 1858, que representa l'emperador Carles IV mentre caçava. Labitzky també va compondre Idil·li en la posada de la Muntanya el 1874.